# UPSA
UPSA es una marca de fármacos de origen francés. La llamada Union de pharmacologie scientifique appliquée (UPSA) fue una compañía independiente desde 1935 hasta su adquisición por Bristol-Myers Squibb en 1994. Más tarde, en 2019, fue adquirida por la japonesa Taisho Pharmaceutical. 

## Historia

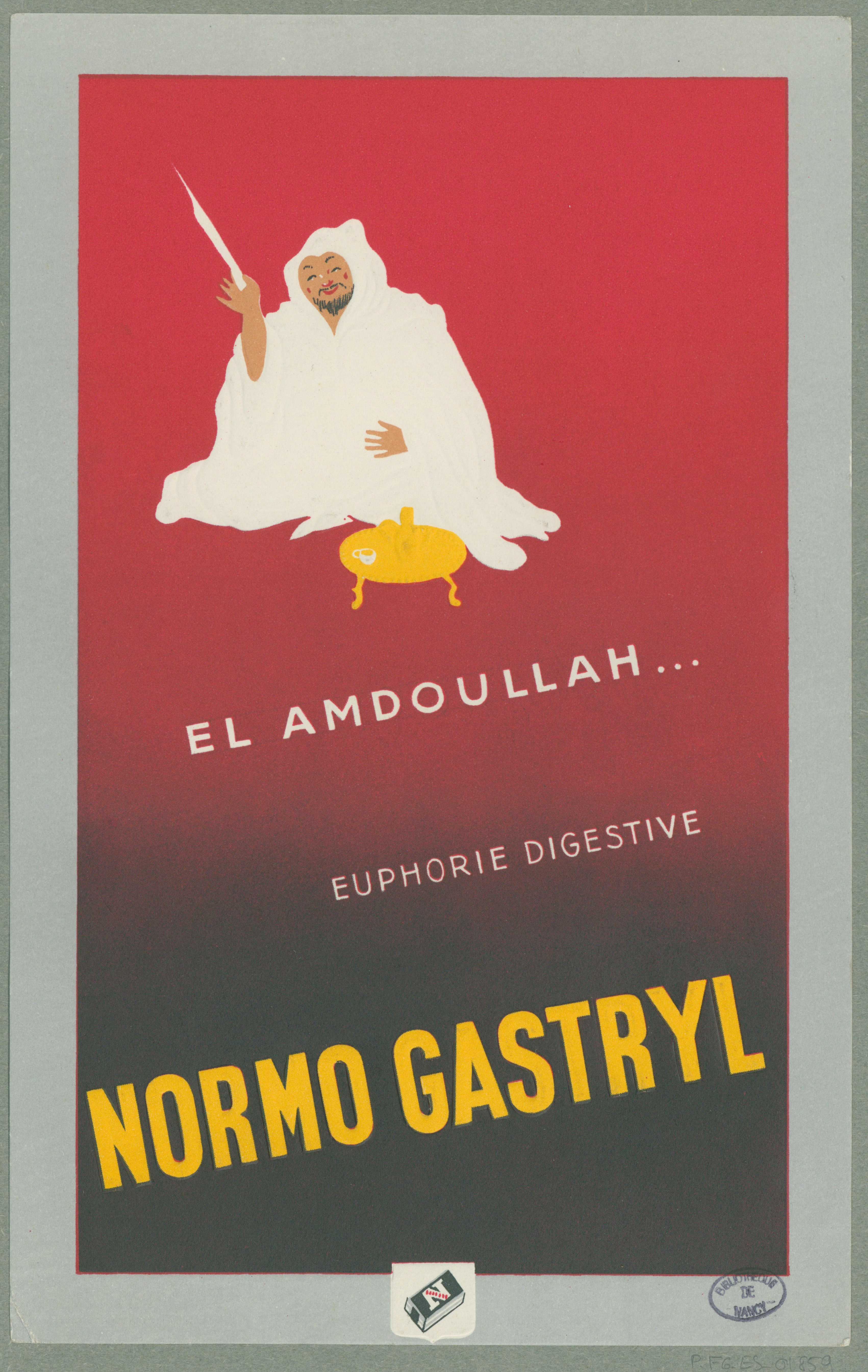
Publicidad en Francia.

UPSA fue fundada en Agén en 1935 por el Dr. Camille Bru. Tras la muerte del fundador en 1958, el grupo fue dirigido por su hijo, Jean Bru, hasta su propia muerte en 1989, y luego por la viuda de Jean Bru, Nicole Bru, nacida Magniez, de 1989 a 1994. La Fundación Bru administra los intereses de la familia.
En diciembre de 2018, Bristol-Myers anunció la venta de UPSA al grupo japonés Taisho Pharmaceutical por 1.600 millones de dólares.  Taisho es la compañía farmacéutica de venta libre más grande de Japón y la octava más grande del mundo.
El 1 de julio de 2019, se formaliza la venta de UPSA a Taisho Pharmaceutical. Sin embargo, UPSA conserva su condición de empresa y sus marcas insignia siguen fabricándose en Francia.